# Штурм Ахульго
Штурм Ахульго — военная операция, проведённая в июне — августе 1839 года силами отряда Отдельного Кавказского корпуса под командованием генерал-лейтенанта Граббе. Целью операции была блокада и захват ставки имама Шамиля в ауле Ахульго, расположенном на одноимённом горном плато в Дагестане.

## Усиление Шамиля и положение дел на Северном Кавказе на начало 1839 года
В 1832 году, в сражении с русскими войсками под аулом Гимры, погиб первый дагестанский имам Гази-Мухаммад, однако с его смертью сопротивление горцев русским войскам не прекратилось. Преемники первого имама — Гамзат-бек, а затем и Шамиль — продолжили его дело. После неудачной экспедиции против Шамиля, которой командовал генерал-лейтенант Фези, влияние Шамиля на горцев заметно усилилось, и большая часть горских обществ, открыто приняла его сторону. В то же время, в Чечне, и в районе Северного Дагестана, один из лидеров восставших чеченцев наиб Ташев-Хаджи постоянно тревожил русские гарнизоны, и совершал набеги на поселения Кавказской линии. Руководство Отдельного Кавказского корпуса посчитало необходимым принять меры, против возрастающего могущества Шамиля. С этой целью было решено предпринять карательную экспедицию в Северный Дагестан.

### На подступах к Ахульго
При движении отряда Граббе к Ахульго, произошло два сражения возле аулов Таренгуль и Аргвани которые были сильно укреплены. В битве при Аргвани 31 мая в течение суток, против русских, кроме жителей аула, участвовал отряд из дагестанцев и чеченцев под командованием Шамиля, в результате русские войска смогли взять Аргвани с большими потерями. Горцы потеряли больше 500 человек убитыми и отступили в крепость Ахульго, куда к июню подступил отряд Граббе.

## Место битвы

### Гора Ахульго
Ахульго в переводе с аварского языка обозначает «Набатная гора», «Тревожная гора». Ахульго находится в кольце других гор. К северу от него, над Сулаком, возвышается гора Салатау. На востоке — Гимринский хребет. На западе — Андийский хребет. И, наконец, на юго-западе — Бетлинские горы. Река Андийское Койсу, огибая с трёх сторон северную подошву Ахульго, образует полуостров, который, в свою очередь, разрезан на две части речкой Ашильта. В западной части полуострова располагался аул Старое Ахульго, в восточной части Шамиль построил Новое Ахульго. Оба аула и Старое и Новое Ахульго занимали два высоких утёса. Между ними в глубоком ущелье протекала Ашильта. В одном месте оба утёса, на которых стояли аулы, близко сходятся друг с другом. Их соединял узкий бревенчатый мостик. Под ним зияла пропасть глубиной в 40 метров.

### Сурхаева башня
Над Ахульго возвышалась скала — Шулатлулго (в переводе с аварского «Крепостная гора»). Вершина Шулатлулго — это почти ровная площадка, площадью не более ста квадратных метров, на которой сподвижник Шамиля — мастер по имени Сурхай построил несколько саклей, одна из которых возвышалась над другими и напоминала собою нечто вроде башни. Поэтому Шулатлулго стали называть ещё и Сурхаевой башней. Этот своеобразный форт благодаря своему положению растягивал блокадную линию русских войск более чем на четыре километра. Башня располагалась на господствующей высоте, по этой причине осаждённые могли держать под обстрелом практически все участки местности, на которых располагались русские войска.

## Расстановка сил к началу осады

### Состав и численность сторон
Непосредственный участник событий — Д. А. Милютин в своих воспоминаниях описывал: «Шамиль заперся в Ахульго, со всеми своими приверженцами, их семьями, и заложниками от покорных ему племён, число которых доходило до 4000 душ обоего пола. Вооружённых было свыше 1000 человек, из них 100 самых отчаянных мюридов, предводимых Али-Беком заперлись в Сурхаевой башне».
Местная милиция включала:
- У Шамхала
  - из Нижнего Дагестана: конных — 316,
  - Койсубулинцев — пеших 1000.
- У Ахмет-хана:
  - Аварцев: конных 250, пеших — 747.
  - Мехтулинцев: конных 210, пеших — 807.

Или: 947 аварцев, 1000 койсубулинцев, 1017 мехтулинцев (в основном, аварцев).
К 18 августа состав осаждающих был следующим:
- 4 батальона Куринского егерского полка;
- 4 батальона Апшеронского пехотного полка;
- 2 батальона Кабардинского егерского полка;
- 1 рота Кавказского сапёрного батальона;
- 5 сотен казаков (2 конных и 3 пеших);
- 500 всадников милиции;
- 18 орудий (6 лёгких, 8 горных, 4 орудия казачьей артиллерии).

Общая численность частей Отдельного Кавказского корпуса под Ахульго достигала около 10000 человек (не считая местной милиции, численность которой достигала примерно 3500 человек)
Среди участников штурма Ахульго были:
- Мартынов, Иван Фёдорович
- Мартынов, Михаил Фёдорович
- Мартынов, Николай Соломонович
- Самойла Рябов
- Милютин Дмитрий Алексеевич
- Шульц, Мориц Христианович
- Костенецкий, Яков Иванович
- Вольф, Николай Иванович
- Врангель, Александр Евстафьевич

### Исходные позиции
К приходу русского войска гора Ахульго была опоясана траншеями и окопами. Горцы воздвигли на горе и каменные постройки с бойницами. В новом Ахульго перед главной башней был построен небольшой бастион. Одна из траншей проходила по средине горы и заканчивалась у обрыва над Андийским Койсу. Этим же путём защитники Ахульго добирались к Шулатлулго и доставали воду из реки. Сурхаева башня господствовала над всей окружающей местностью. Любое движение противника здесь становилось заметным. На башне находилось около ста самых отчаянных мюридов, под командованием Али-бека Аварского.
Защитники Ахульго расставили посты по периметру вершины горы. Основные же силы заняли оборону в верхней части восточного склона у тропы, ведущей вниз.
Подступив к Ахульго Граббе полностью окружил его. На 9 июня русские войска овладели обеими берегами Андийского Койсу. Расположение блокирующих войск к этому времени было следующим:
- Левое крыло — по левую сторону речки Ашильты: 2 роты первого батальона и 4-й батальон Апшеронского полка с двумя казачьими сотнями и двумя горными орудиями.
- Центр — на мысу между речками Ашильтой и Бетли: 1-й Куринский батальон с двумя горными орудиями; на высотах к югу от Сурхаевой башни 4-й Куринский батальон с двумя лёгкими орудиями.
- Правое крыло — на высотах к востоку от Сурхаевой башни: 2-й Куринский батальон с четырьмя горными орудиями; в ущелье близ Койсу 2-й Апшеронский батальон.
- У переправы — две роты 1-го Апшеронского батальона с одним горным орудием.
- На высотах к северу от Ашильты — оба батальона Кабардинского полка с двумя горными орудиями.
- В садах южнее Ашильты — милиция Хана Мехтулинского.
- На высотах около поворота дороги к подъёму на Бетлетскую гору — милиция Шамхала Тарковского.
- На высотах по левую сторону Бетлетского оврага — транспорт и обоз, под прикрытием 3-го Куринского батальона.
- На высотах по левую сторону Бетлетского оврага — табуны всего отряда под прикрытием конных казаков.

## Осада. Штурм

### 1-й штурм
Изучив местность, Граббе решил что, прежде всего надо овладеть Сурхаевой башней. 12 июня начались осадные работы. В пяти местах были устроены батареи. Из-за того, что не хватало земли, туры для орудий заполняли камнями. Да и доставка пушек в то или иное место представляла неимоверную трудность. Кое-где дорогу приходилось высекать прямо в скалах. Русские войска на первых порах действовали ощупью, так как не знали местности.
С рассветом 29 июня 1839 г. русские батареи провели артподготовку, открыли огонь по башне, а уже в 9.00 батальоны Апшеронского и Куринского полков с трёх сторон подошли к подошве горы и начали подниматься наверх. Крутизна подъёма, по которому поднимались атакующие, превышала 45 градусов. Защитники башни обрушили на атакующих град пуль и камней. Несмотря на это, русские солдаты подобрались к самой вершине. Ожесточённый бой длился несколько часов, пока наконец, около 16:00 по приказанию Граббе генерал-майор Лабынцев лично повёл на штурм батальон Кабардинского полка. Усилия штурмующих оказались тщетными — Сурхаева башня устояла перед их натиском. С наступлением темноты войска получили приказ отступить с буквально залитого кровью и заваленного трупами утёса. К исходу дня и Шамиль лишился значительной части своих воинов, а среди них и Али-бека, которому ядром оторвало руку.

### 2-й штурм. Падение Сурхаевой башни
4 июля в 14.00 началось очередное бомбардирование башни. Временами укрепление полностью скрывалось в пыли, а от его стен отлетали значительные обломки. В это время русские солдаты собрались у подошвы горы, ожидая сигнала, чтобы пойти на штурм. Солдаты были снабжены деревянными щитами, подбитыми войлоком, для прикрытия головы и груди от камней, сбрасываемых горцами. Около 17:00 прозвучал сигнал к атаке и русские солдаты начали подниматься наверх. В это время молчавшая до сей поры башня ожила. На головы штурмующих полетели брёвна и камни, был открыт ружейный огонь. Генерал Граббе приказал войскам отойти на исходные позиции. Снова заговорила русская артиллерия. От её огня оставшаяся часть мюридов погибла. К наступлению темноты ядра и гранаты образовали в стенах башни осыпь и даже некоторое подобие отлогого подъёма. Русские солдаты поднялись наверх, но в этот раз им никто не препятствовал подниматься. Все защитники были мертвы или погребены заживо под завалами. Сурхаева башня пала.
Это обстоятельство стало решающим в ходе осады Ахульго. Теперь генерал Граббе мог сократить длину блокадной линии по правому берегу Койсу, и сосредоточить все усилия на штурме Ахульго. Взятие Сурхаевой башни позволило значительно выдвинуть вперёд артиллерийские батареи, что повысило результативность огня русских пушек.

### 3-й штурм
Падение Сурхаевой башни значительно ухудшило положение осаждённых. Русские войска готовились к решающему штурму. 12 июля на помощь Граббе из Южного Дагестана прибыли три батальона пехоты с орудиями под командованием полковника Врангеля. Численность русских войск возросла до 13 тысяч. На крепость нацелили свои жерла уже 30 орудий.
16 июля генерал Граббе решился произвести штурм. С рассветом все артиллерийские батареи открыли сильнейший огонь по укреплениям горцев. Затем русские батальоны двинулись на приступ. Главный удар наносила колонна Врангеля. Под шквальным огнём мюридов Шамиля убитые и раненые солдаты падали шеренгами, но воодушевляемые личным примером командиров, стремились вперёд. Буквально в несколько минут русские были уже во рву и затем ворвались в укрепление. После кровопролитной рукопашной схватки боковые башни были взяты. Горцы защищались с редким упорством. Вместе с мюридами дрались даже женщины, переодетые в черкески. Внезапно среди штурмующих произошла заминка. Вдохновлённые героизмом своего передового батальона, остальные подразделения бросились к ним на усиление раньше, чем следовало. В результате на узком перешейке столпилось около 1500 солдат и офицеров, представлявших собой прекрасную мишень для стрелков-горцев. Мюриды, воспользовавшиеся такой благоприятной для них возможностью, обрушили на атакующих град пуль из множества бойниц и завалов. Неся огромные потери от огня противника, батальоны рванулись было вперёд, но за небольшой площадкой оказался второй глубокий ров, находившийся под перекрёстным огнём из двух скрытых капониров.
Положение русских солдат стало катастрофическим. Узкий путь для возможного отхода был завален множеством убитых и раненых. К довершению всего российские подразделения практически оказались без офицеров. Сам Врангель был тяжело ранен, остальные командиры либо погибли, либо также были ранены. Некоторые солдаты в неимоверной толкотне даже оказались сброшены с гор в пропасть. С наступлением ночи был получен приказ Граббе на отход. Подобрав раненых и тела убитых товарищей, измученные боем войска молча отступили за нижний гребень. Продолжать штурм на следующий день батальоны Врангеля были уже не в состоянии. В других двух колоннах до решительного столкновения дело не дошло. Урон российского отряда был на этот раз очень велик: убито 7 офицеров и 153 солдата, ранены 31 офицер и 580 солдат.

### Переговоры
Защитники крепости страдали от продолжительной осады. В Ахульго скопилось много больных и раненых, возникла эпидемия оспы. В результате падения Сурхаевой башни и штурма 16 июля Шамиль понёс немалые потери.
С другой стороны, значительно возросла заболеваемость среди личного состава русских войск по причине продолжительной стоянки на одном месте, где воздух был отравлен гниением трупов и царил нескончаемый удушливый зной. Возникали трудности и с обеспечением огромного войска.
Эти обстоятельства сказывались на боеспособности воюющих сторон и явились предпосылкой к проведению переговоров.
Генерал Граббе предложил Шамилю предварительные условия капитуляции:
1. Шамиль предварительно отдаёт своего сына аманатом.
2. Шамиль и все мюриды, находящееся ныне в Ахульго, сдаются русскому правительству; жизнь, имущество и семейства их остаются неприкосновенными; правительство назначает им место жительства и содержание; все прочее предоставляется великодушию русского императора.
3. Всё оружие, находящееся ныне в Ахульго, отдаётся русскому начальству.
4. Оба Ахульго считать на вечные времена землёю императора всероссийского и горцам на ней без дозволения не селиться.

Шамиль не согласился на подобные условия. Первый этап переговоров закончился безрезультатно. Консультации, сопровождавшиеся непрерывной стрельбой, длились четыре дня, но не привели ни к чему.
Обнаружив, что перемирие служит горцам лишь для исправления повреждённых укреплений, Павел Граббе приказал объявить Шамилю, что если он к вечеру 16 августа не выдаст сына, то русские войска на следующий день будут вновь штурмовать Ахульго.

### 4-й штурм. Захват передового укрепления горцев. Новые переговоры
На этот раз было решено идти на приступ с рассветом 17 августа 1839 г. К тому времени Ахульго было обложено уже со всех сторон. Для атаки вновь сформировались три штурмовые колонны. Едва рассвело, загрохотали все русские пушки. Батальон Куринского полка прошёл по крытой галерее и быстро начал подниматься на скалу несмотря на град камней и пуль.
Отчаянное сопротивление мюридов, засевших в передовом укреплении под начальством наиба Сурхай-кадия, не смогло остановить русских солдат. Горцы с отчаянием врывались в боевые порядки российских войск и погибали на штыках или же умирали в разрушаемых саклях. Кровопролитный бой за обладание передовым укреплением горцев длился до полудня. Из защитников Ахульго уцелели немногие, был убит и сам Сурхай-кадий. Этот успех позволил русским войскам закрепиться в непосредственной близости от Нового Ахульго. Стало ясно, что взятие Ахульго является вопросом нескольких дней. Когда стрельба со стороны русских войск утихла, Шамиль выслал к генералу Граббе в заложники своего старшего сына Джамалуддина.
Утром 18 августа на Ахульго с небольшой свитой взошёл генерал Пулло, через которого Граббе продиктовал Шамилю прежние условия капитуляции. Шамиль явился на встречу с Пулло, оба сели на ковёр и говорили с полчаса, однако личная встреча оказалась безрезультатной. Пока велись переговоры, было установлено трёхдневное перемирие, в течение которого Граббе получил два письма от Шамиля. В письмах Шамиль, как и прежде, не соглашался в главном — он просил, чтобы после капитуляции ему было дозволено жить в горах. А сыну, уже отданному в заложники, просил разрешения жить в Чиркее.

### 5-й штурм. Последний бой. Падение Ахульго[14]
После истечения трёхдневного срока перемирия, на рассвете 21 августа приступ возобновился. Батальон кабардинцев штурмовал своеобразный горский бастион (две заглублённые сакли, соединённые крытой траншеей), обороняемый наибом Ахверды — Магомой. Вскоре левая сакля была взята атакующими. Защитникам правой сакли удалось отбить все атаки. Ночью русские сапёры высекли галерею в сплошной глыбе камня и заложили фугас. Взрыв разрушил саклю, все её защитники погибли под развалинами или пали под штыками атакующих солдат.
С рассветом 22 августа была замечена суматоха в Новом Ахульго. Женщины и дети поспешно переходили в Старое Ахульго, унося всё своё имущество. Граббе приказал войскам перейти в наступление. Русские солдаты бросились к аулу. Преодолев слабое сопротивление его оставшихся в живых защитников, бойцы ворвались в Новое Ахульго. Первым был унтер-офицер Куринского полка Костенецкий. В ауле разгорелись ожесточённые схватки. Даже горские женщины сражались с полным самоотречением, бросаясь, порой без всякого оружия, на штыки русских пехотинцев. Однако вскоре сопротивление горцев было сломлено, и они бросились бежать в ущелье Ашильты и пещеры. Лишь 200 мюридов, окружённых со всех сторон, заперлись в саклях и продолжали отстреливаться. Бой разбился на отдельные рукопашные единоборства, и к полудню в Новом Ахульго не осталось в живых ни одного защитника.
В то время, когда на Новом Ахульго побоище уже достигло пика, по приказанию генерала Граббе, батальон апшеронцев пошёл на приступ Старого Ахульго. Мюриды встретили штурмующих ружейным залпом, но это не могло ничего изменить. Апшеронцы ворвались в Старое Ахульго и опрокинули горцев штыками. Около 600 сподвижников Шамиля продолжали сражаться. После прибытия частей из Нового Ахульго и длительного боя все они до последнего человека погибли.
К двум часам дня 22 августа над обоими хребтами Ахульго развевались русские знамёна. 80-дневная эпопея Ахульго была окончена.
23 августа отряд генерала Граббе приступил к окончательной «зачистке» Старого и Нового Ахульго. 

Бой был ужасный. Женщины принимали в нём самое деятельное участие с оружием в руках; самыя дети кидали каменья на штурмующие войска; матери с детьми своими бросались в кручу, чтобы не попасть в плен, и целые семейства были живыми погребены под развалинами сакель своих, но не сдавались. О пощаде нельзя было и думать; кроме тех, которые положили оружие при начале штурма. Остальные (до 1500 человек) решились умереть и на предложение капитуляции отвечали выстрелами из винтовок и ударами кинжала. — Из рапорта ген. Граббе ген. Головину. 24.08.1839 г., № 456. лагерь при Ашильте (стр. 334)

Горцы, несмотря на неминуемую гибель ни за что не хотели сдаваться и защищались с исступлением: женщины и дети, с каменьями или кинжалами в руках, бросались на штыки или в отчаянии кидались в пропасть, на верную смерть. Трудно изобразить все сцены этого ужасного фанатического боя: матери собственными руками убивали детей, чтобы только не доставались они Русскимъ: целые семейства погибали под развалинами саклей. Некоторые из мюридов, изнемогая от ран и тут ещё хотели дорого продать свою жизнь: отдавая уже оружие, они коварно наносили смерть тому, кто хотел его принять. — Описание военных действий 1839 года в Северном Дагестане. Полковник Милютин Д. А. СПб., 1850. С . 119
Мелкие боестолкновения продолжались ещё почти неделю. Особенно больших трудов стоило выбить горцев из пещер, вырытых в отвесном берегу Койсу. Чтобы добраться до засевших в пещерах мюридов, русские солдаты спускались в последние убежища горцев на верёвках. К 29 августа сопротивление оставшихся горцев было окончательно подавлено.

## Итоги и последствия

### Потери сторон
- Потери русской армии за время штурма составили до 500 человек убитыми, 1722 раненными, 694 контуженными; в этом числе выбыло из строя 117 офицеров (23 убитых, 91 раненный, 33 контуженных)[15].

- Участник штурма Д. А. Милютин оценивал потери горцев как огромные.

Насчитано было свыше 1000 неприятельских трупов, большое число их неслось по реке. В плен было взято до 900 человек, большей частию женщин, детей, и стариков, и те, несмотря на своё изнурение и раны, покушались на самые отчаянные предприятия. Некоторые из них, собрав последние силы свои, выхватывали штыки у часовых и бросались на них, предпочитая смерть унизительному плену. Эти порывы исступления составляли резкую противуположность с твёрдостию стоической некоторых других мюридов; плач и стоны детей, страдания физические больных и раненных дополняли печальную сцену.— Описание военных действий 1839 года в северном Дагестане. Милютин 1850 г. стр. 119
Из Ахульго удалось вырваться примерно двум десяткам человек, во главе с Шамилём, который был ранен. При штурме погибла жена Шамиля Джавгарат и их грудной сын Саид. Сестра Шамиля покончила с собой, бросившись в ущелье. Старший сын Шамиля Джамалуддин был отдан аманатом (заложником) Граббе.
Сведения о количестве пленных также не совпадают. Мухаммад Тахир в своём труде продолжает:

Взято было русскими до 300 душ, считая в том числе мужчин, женщин и детей.

### Влияние на ход войны
Известие о падении Ахульго, считавшегося у горцев неприступной крепостью, на какой-то период поколебало в горцах уверенность в победе Шамиля. Число сторонников Шамиля увеличивалось не такими быстрыми темпами как ранее. Горцы понесли большие потери, аул Ахульго был взят и разрушен. Впоследствии аул так и не был отстроен заново.
Вместе с тем достичь глобальных целей командованию Отдельного Кавказского корпуса не удалось. Через несколько дней русская армия покинула Ахульго. Шамиль продолжал сопротивление ещё почти 20 лет.

## Память об осаде
Наиболее отличившиеся офицеры, унтер-офицеры, рядовые были удостоены боевых наград Российской империи. Всех участников похода отметили специально учреждённой медалью «За взятие штурмом Ахульго» на Георгиевской ленте. Полки — Апшеронский, Куринский, Навагинский были награждены георгиевскими знамёнами.
Александр Дюма в 1859 году в своём путевом очерке «Кавказ» описывает сражение при Ахульго.
В 1886 году Франц Рубо получил заказ на написание 19 картин на тему Кавказских войн для Храма Славы в Тифлисе. В 1888 году в рамках этого заказа он написал картину «Штурм аула Ахульго», а вскоре задумал и создал панораму с тем же названием. В 1891 году после экспонирования этой панорамы в Мюнхене Баварская академия художеств присвоила Рубо почётное звание профессора. Художник также был награждён орденом Святого Михаила. Затем панораму демонстрировали в Париже, где она имела большой успех. В 1896 году на Нижегородской всероссийской художественно-промышленной выставке для панорамы «Штурм аула Ахульго» построили специальное здание. В 1924 году панорама, хранившаяся в Артиллерийском историческом музее в Ленинграде, пострадала во время наводнения. В плохом состоянии в 1928 году её передали в Дагестанский краеведческий музей. В настоящее время четыре фрагмента панорамы хранятся в Махачкале.
Государственный академический ансамбль танца Дагестана «Лезгинка» имеет в своём репертуаре танец «Битва за Ахульго».
В 2009 году писатель Шапи Казиев написал исторический роман «Ахульго».
В начале 2017 года в ближайшем к Ахульго селе Ашильта (откуда была родом мать Шамиля) по инициативе Рамазана Абдулатипова был открыт мемориальный комплекс «Ахульго», стилизованный под 17-метровую аварскую сигнальную башню. В выставочном зале представлены портреты основных военачальников Кавказской войны и современная репродукция панорамы Рубо.
- Мечеть «Ахульго» рядом с МК

В 2019 году вышел фильм «Имам Шамиль. Осада Ахульго».